# 柏木義円

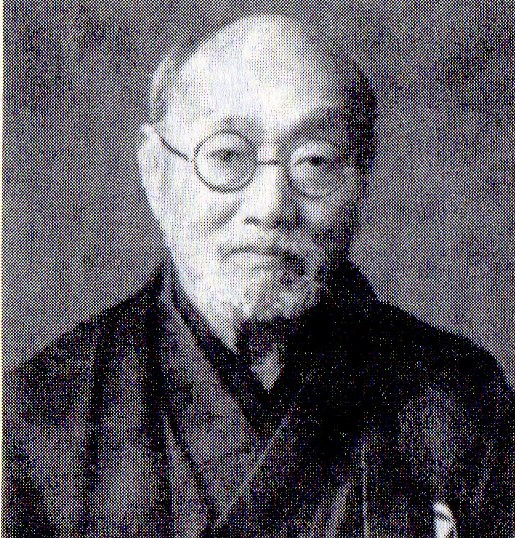
晩年の柏木義円

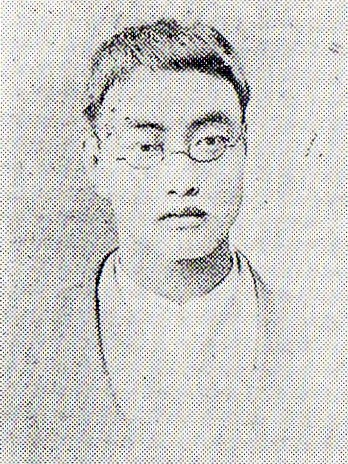
30歳頃の柏木義円

柏木 義円（かしわぎ ぎえん、万延元年3月9日（1860年3月30日） - 昭和13年（1938年）1月8日）は、日本の牧師・キリスト教思想家。山室軍平や山川均らに影響を与えた。日本組合基督教会牧師。

## 生涯
1860年、越後国与板藩の真宗大谷派西光寺の住職の家に生まれる。1878年東京師範学校（東京教育大学、筑波大学の前身）を卒業した。その後、群馬県碓氷郡土塩村（現・安中市）で小学校教員を務めていたときに新島襄の安中伝道に接し、同志社英学校に入学するも学費が続かず1年で中退した。小学校教員に復職後、安中教会で海老名弾正に影響を受けて入信、海老名より洗礼を受ける。
1884年1月、同志社普通学校に再入学する。浮田和民とともに『同志社文学雑誌』の編集に携わり、井上円了の『仏教新論』を批判した。1889年に卒業した後、同志社予備校、熊本英学校、熊本英語女学校の教職を務めた。1892年に熊本英学校事件が起こると10名の教師と共に熊本英学校を辞職し、同志社予備校に復職する。帝大教授井上哲次郎が『教育時論』でキリスト教を批判すると『同志社文学』第59号に「勅語と基督教」を掲載して反論した。
1897年に日本組合基督教会安中教会牧師になる。大久保貞次郎とともに1898年11月より『上毛教界月報』を創刊し（1936年12月まで。459号）、安中で地域伝道と政治・社会批判運動を活発に展開した。
足尾鉱毒事件、廃娼運動、未解放部落問題、朝鮮人虐殺問題など時代批判を幅広く行った。さらに日露戦争や第一次世界大戦、満州事変、日本の国際連盟脱退をも強く批判し、「無戦世界の実現」を訴え続けた。
『上毛教界月報』1906年9月に「西園寺侯と教育勅語」を発表し、教育勅語の改正を主張した。
1910年の日韓併合後の、日本組合基督教会による渡瀬常吉らの植民地伝道を批判した。1912年の内務省による三教会同を内村鑑三らと共に批判した。満州事変の際には軍部批判を行ったため月報が発禁処分になる。
1914年4月15日、『上毛教界月報』で、組合教会の同化主義的朝鮮人伝道方針を非難した。
1935年、安中教会牧師を引退する。晩年には新島襄の伝記執筆に取り組んだが未完成に終わった。墓所は安中市西廣寺(安中市指定史跡)

### 伝記
- 片野真佐子『柏木義円　徹底して弱さの上に立つ』ミネルヴァ書房〈ミネルヴァ日本評伝選〉、2023年　ISBN 978-4-623-09451-6